# Liste der Monuments historiques in Cornillé-les-Caves
Die Liste der Monuments historiques in Cornillé-les-Caves führt die Monuments historiques in der französischen Gemeinde Cornillé-les-Caves auf.

## Liste der Bauwerke
| Bezeichnung                         | Beschreibung                             | Standort                         | Kennzeichnung | Schutzstatus | Datum | Bild |
| ----------------------------------- | ---------------------------------------- | -------------------------------- | ------------- | ------------ | ----- | ---- |
| Maison de maître de la Charpenterie | Haus, erbaut Anfang des 19. Jahrhunderts | 2, rue de la Charpenterie (Lage) | PA49000066    | Inscrit      | 2007  |      |
| Maison de maître de la Masselière   | Haus, erbaut 1821                        | 19, rue des Caves (Lage)         | PA49000065    | Inscrit      | 2007  |      |

## Liste der Objekte
- Monuments historiques (Objekte) in Cornillé-les-Caves in der Base Palissy des französischen Kultusministeriums